# Anglo-Hellenic League
Anglo-Hellenic League je organizace podporující a propagující anglo-řecké vztahy a porozumění. Byla založena v roce 1913 v Londýně. Od roku 1990 vydává každé dva roky Anglo-Hellenic Review.
Je členem společnosti Hellenic Centre, v jejíž budově od 90. let 20. století sídlí. Sesterská liga byla založena v Athénách.
Od roku 1986 uděluje liga Runcimanovu cenu za knihy v angličtině o Řecku a helénismu.